# Приключения Робин Гуда (телесериал)
«Приключения Робин Гуда» (англ. The Adventures of Robin Hood) — британский чёрно-белый приключенческий телесериал второй половины 1950-х годов, рассказывающий о приключениях благородного разбойника Робин Гуда и его друзей. Сериал находится в общественном достоянии в США.

## Сюжет
Телесериал рассказывает о приключениях Робин Гуда, его Весёлых Разбойников, возлюбленной Мэриан, которые обосновались в Шервудском лесу. Они грабят богатых и раздают добычу бедным, что совершенно не устраивает правящую верхушку Ноттингема, в частности, его шерифа и принца Джона. Ряд эпизодов являются вольными экранизациями классических баллад о Робин Гуде, но многие серии оригинальны, написаны специально для этого сериала.

## Эпизоды
См. Список эпизодов телесериала «Приключения Робин Гуда».
Сериал состоит из 143 эпизодов, разделённых на четыре сезона. Премьерный показ состоялся на телеканале ITV 25 сентября 1955 года, последняя серия была показана 1 марта 1959 года.

## Создание
Многие эпизоды сериала были созданы сценаристами и режиссёрами из «Чёрного списка Голливуда» — так они зарабатывали себе на хлеб в то время, когда в США им было практически невозможно работать. Стоимость производства первого сезона составила 390 000 фунтов стерлингов, по 10 000 серия.
Действие сериала происходит в конце XII века. Часто встречаются исторические ошибки: у женщин накрашены губы и их причёски не соответствуют эпохе; за столом у каждого собственная винная кружка (это стало обыденностью несколькими столетиями позже); персонажи напевают мотив «Лиллибуллеро» (марш написан в 1680-х годах). При этом продюсеры сообщили о нанятых для сериала консультантах-историках.
Съёмки в помещениях проводились, в основном, в декорациях Walton Studios и в «сельском доме» Фоксуоррен Парк, который принадлежал в то время продюсеру сериала, Ханне Вайнштайн. Лошади, снимавшиеся в сериале, были также из конюшен Фоксуоррен Парка. Также в этом особняке имелась проекционная комната, где съёмочная группа вечерами могла работать над просмотром отснятого за день материала, его редактированием и монтажом. Отдельные эпизоды снимались в за́мках Эллингтон, Пенкоэд, Эник, Линдисфарн, Уоркуэрт, Бодиам, Фрамлингем и в Солтвудском замке, в приорате Ньюарк.

Натура снималась в основном в заповеднике Окхэм-энд-Уизли-Коммонс в Суррее, а отдельные эпизоды в ландшафтном парке Пейнсхилл, на холме Лейт.
Съёмки одного 25-минутного эпизода в среднем занимали 4—5 дней. Такая высокая производительность была не в последнюю очередь заслугой арт-директора, специалиста по военному камуфлированию, Питера Прауда. Специально для сериала он разработал передвижные складные наборы «баронский камин», «лестница», «каменные стены», «замковая зала» и другие.
Один из главных актёров сериала, Арчи Дункан, игравший Маленького Джона, в конце весны 1955 года на десять эпизодов был заменён другим малоизвестным актёром. Дело в том, что 20 апреля того года проходили съёмки серии «Шах и мат». Лошадь с повозкой, участвовавшая в съёмках, чего-то испугалась и понеслась на зевак, среди которых было много детей. Дункан смог остановить лошадь, схватив её под уздцы, но повозка переехала ему ногу, сломав коленную чашечку, также он получил многочисленные порезы и синяки. Дункан получил благодарность за храбрость от Королевы и 1360 фунтов стерлингов компенсации от Sapphire Films.

## В ролях

### В главных ролях
- Ричард Грин[англ.] — Робин Гуд (в 143 эпизодах)
- Виктор Вульф[англ.] — Деруэнт / селяне / злодеи / разбойники (в 112 эпизодах)
- Арчи Дункан[англ.] — Маленький Джон (в 106 эпизодах)
- Александр Годж[англ.] — Брат Тук (в 91 эпизоде)
- Алан Уитли — шериф Ноттингемский[англ.] (в 81 эпизоде)
- Пол Эддингтон — Уилл Скарлет[англ.] (в 64 эпизодах)
- Бернадетт О’Фаррелл[англ.] — Дева Мэриан (в 48 эпизодах)
- Грей Уиллоуби[англ.] — Гвоздебой (в 39 эпизодах)
- Патрисия Дрисколл[англ.] — Дева Мэриан (в 37 эпизодах)

### Во второстепенных ролях
- Симона Лавелл[англ.] — Джоан, работница гостиницы «Синий хряк» (в 16 эпизодах)
- Джон Арнатт[англ.] — помощник шерифа Ноттингемского (в 15 эпизодах)
- Иэн Хантер — Ричард из Ли[англ.] (в 7 эпизодах)
- Патрисия Бёрк[англ.] — леди Лиония, жена Ричарда из Ли (в 7 эпизодах)
- Дональд Плезенс — принц Джон (в 6 эпизодах)
- Питер Эшер — принц Артур (в 4 эпизодах)
- Дороти Элисон — герцогиня Констанция (в 4 эпизодах)
- Брайан Коулмен[англ.] — барон Барклай (в 4 эпизодах)
- Ричард Коулмен[англ.] — Алан из Лощины (в 4 эпизодах)
- Джон Шлезингер — Алан из Лощины (в 2 эпизодах)
- Ричард О’Салливан[англ.] — принц Артур (в 2 эпизодах)
- Хьюберт Грегг[англ.] — принц Джон (в 2 эпизодах)
- Джилл Эсмонд — королева Элинор (в 2 эпизодах)
- Рональд Говард[англ.] — Уилл Скарлет[англ.] (в 2 эпизодах)
- Патрик Барр[англ.] — Перегрин (в 2 эпизодах)
- Зина Уокер[англ.] — Изабелла (в 2 эпизодах)
- Хелен Черри[англ.] — принцесса Эвайс (в 1 эпизоде)

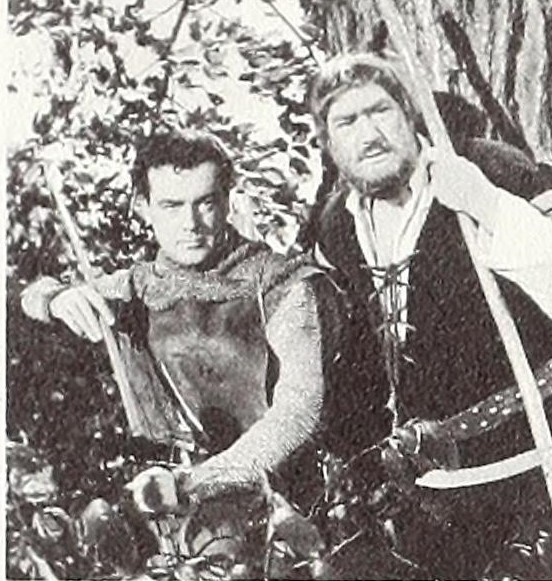
Ричард Грин[англ.] и Арчи Дункан[англ.] в роли Робин Гуда и Маленького Джона
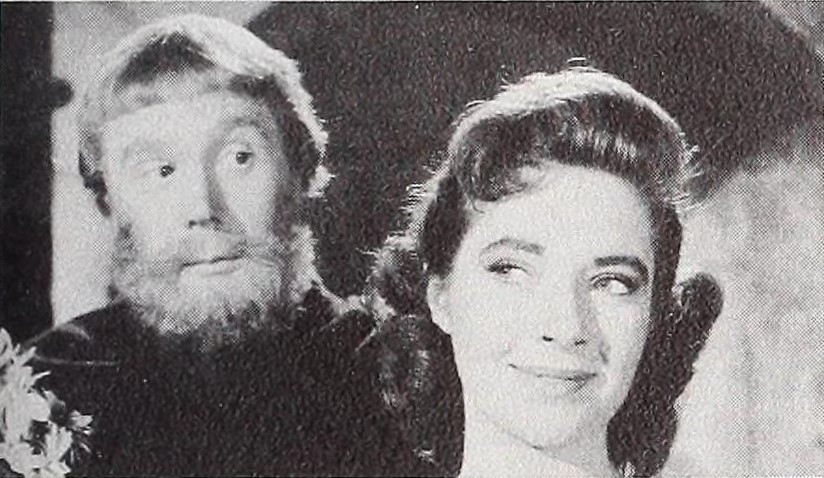
Брайан Коулмен[англ.] и Бернадетт О’Фаррелл[англ.] в роли барона Барклая и Девы Мэриан
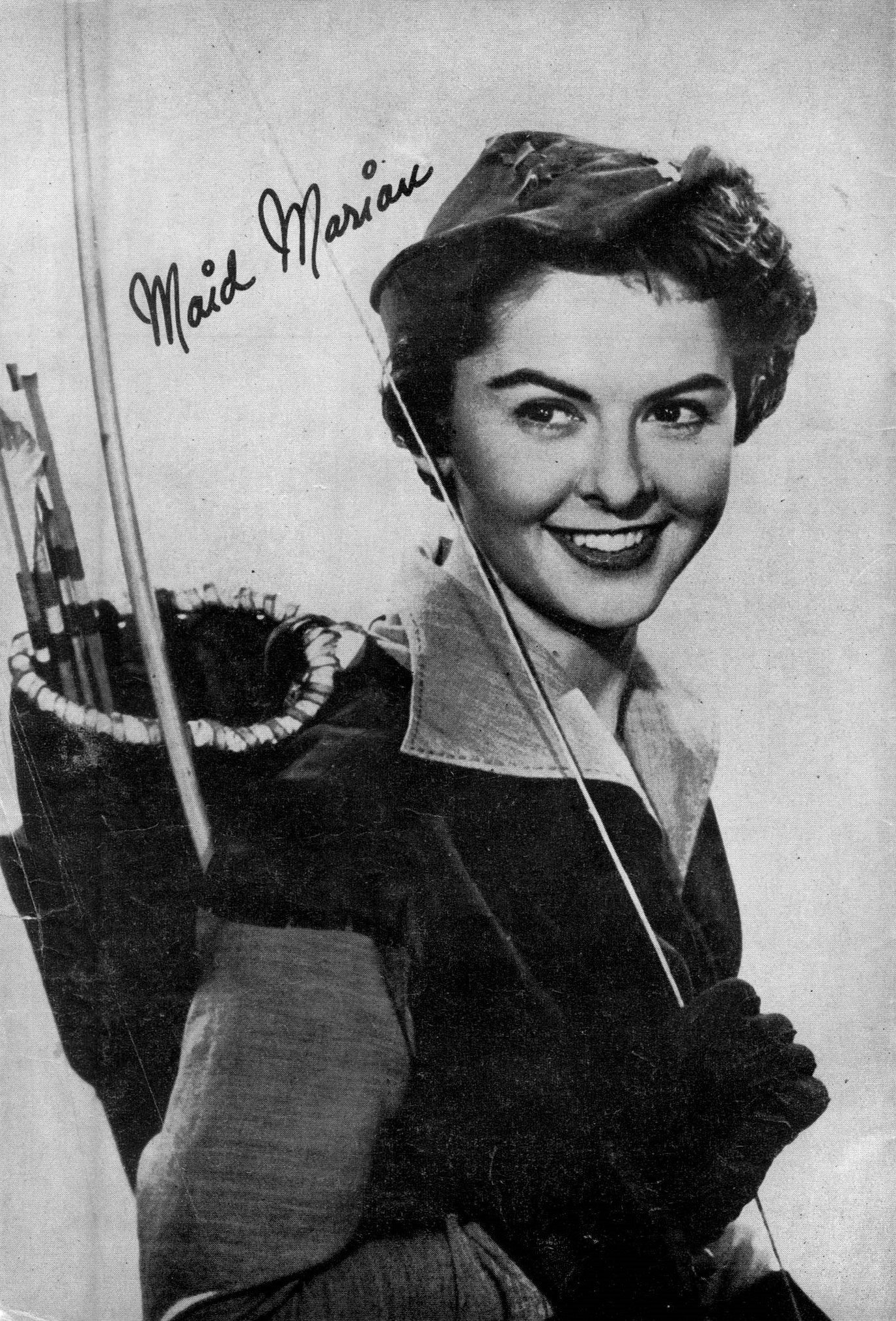
Патрисия Дрисколл[англ.] в роли Девы Мэриан
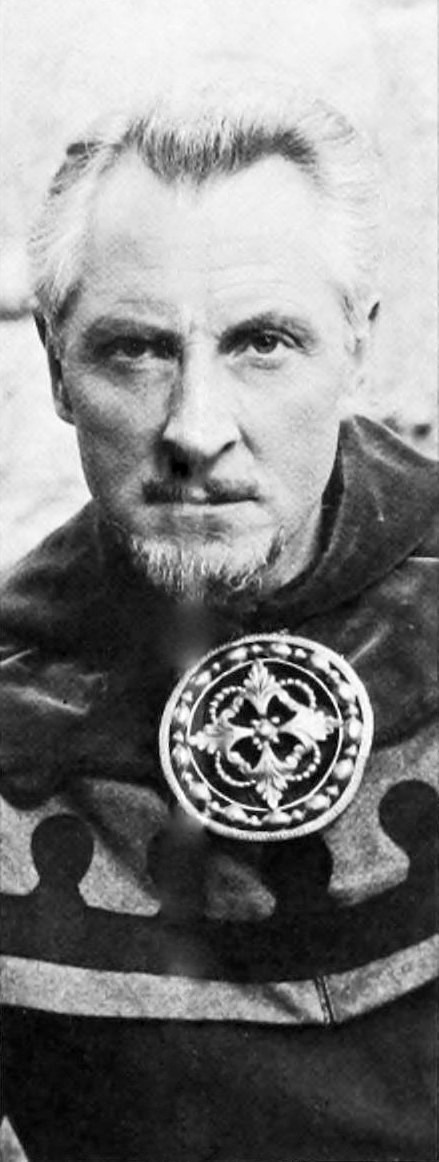
Алан Уитли в роли шерифа Ноттингемского
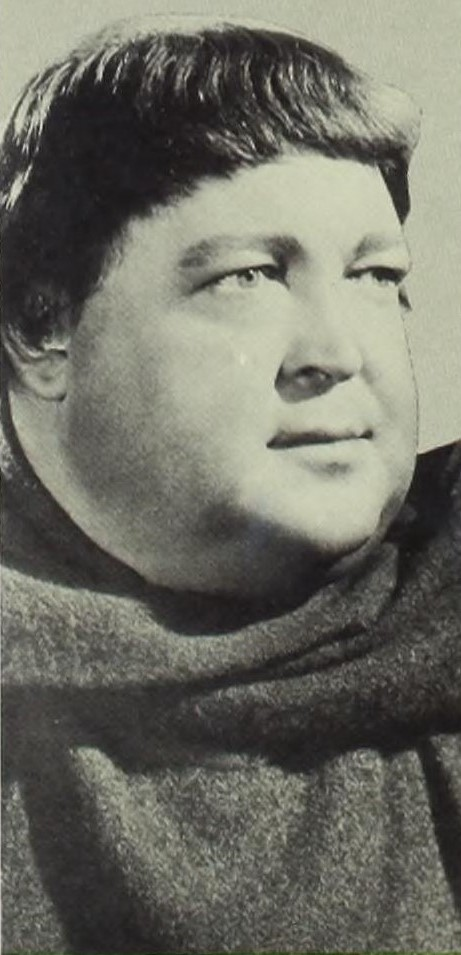
Александр Годж[англ.] в роли Брата Тука

## Съёмочная группа
Режиссёры
- Терри Бишоп[англ.] (35 эпизодов)
- Бернард Ноулс[англ.] (19 эпизодов)
- Ральф Смарт (19 эпизодов)
- Роберт Дэй[англ.] (12 эпизодов)
- Питер Сиборн (12 эпизодов)

Сценаристы
- Ринг Ларднер-мл.[англ.] (17 эпизодов)
- Ян Мак-Леллан Хантер (16 эпизодов)
- Джон Дайсон (13 эпизодов)

Продюсеры
- Сидни Коул[англ.] (143 эпизода)
- Ханна Вайнштайн[англ.] (143 эпизода)
- Тельма Коннелл[англ.] (82 эпизода)

Операторы
- Кен Ходжес (74 эпизода)
- Майкл Рид[англ.] (31 эпизод)
- Джеральд Гиббс[англ.] (26 эпизодов)

Композиторы
- Эдвин Эстли[англ.] (75 эпизодов)
- Альберт Элмс[англ.] (68 эпизодов)

Монтажёры
- Джоан Уорик (48 эпизодов)
- Ли Дойг (19 эпизодов)
- Гарри Бут[англ.] (15 эпизодов)

## Успех сериала
«Приключения Робин Гуда» имели большой успех. Премьерные серии по обе стороны Атлантики смотрели около 32 миллионов зрителей в неделю. На волне успеха Sapphire Films сняла ещё «Приключения сэра Ланселота» (1956—1957, 30 эпизодов), «Пираты» (1956—1957, 39 эпизодов), «Меч свободы» (1958—1961, 39 эпизодов) и «Просто четверо мужчин» (1959—1960, 39 эпизодов). В 1960 году на киноэкраны вышел фильм «Меч Шервудского леса». Ричард Грин здесь также сыграл роль Робин Гуда, но все остальные роли исполнили другие актёры; из съёмочной группы можно отметить лишь Кена Ходжеса, который стал оператором «Меча…» и был главным оператором «Приключений Робин Гуда»; сценаристы, продюсеры, монтажёры и прочие ключевые фигуры съёмочной группы были другими.
Помимо Великобритании, сериал был показан в США (CBS), Австралии (Nine Network), Канаде (CBC Television).
У покупателей пользовались большим успехом книги, развлекательные головоломки, термотрансферы с изображениями персонажей «Приключений Робин Гуда»; стали хорошо продаваться игрушечные луки и стрелы; кадры из сериала печатались на вкладышах жевательных резинок. Начался выпуск кроссовок с изображением Ричарда Грина в роли Робин Гуда на внутренней стороне пятки. Также фото Грина в этом образе появилось на обложках трёх выпусков комиксов Magazine Enterprises. Номер журнала TV Guide за 12—18 мая 1956 года вышел с обложкой, на которой были изображены Робин Гуд и Дева Мэриан в исполнении актёров сериала.
В XXI веке DVD с сериалом выпустили американские компании Mill Creek Entertainment и Alpha Video.